# 下の森

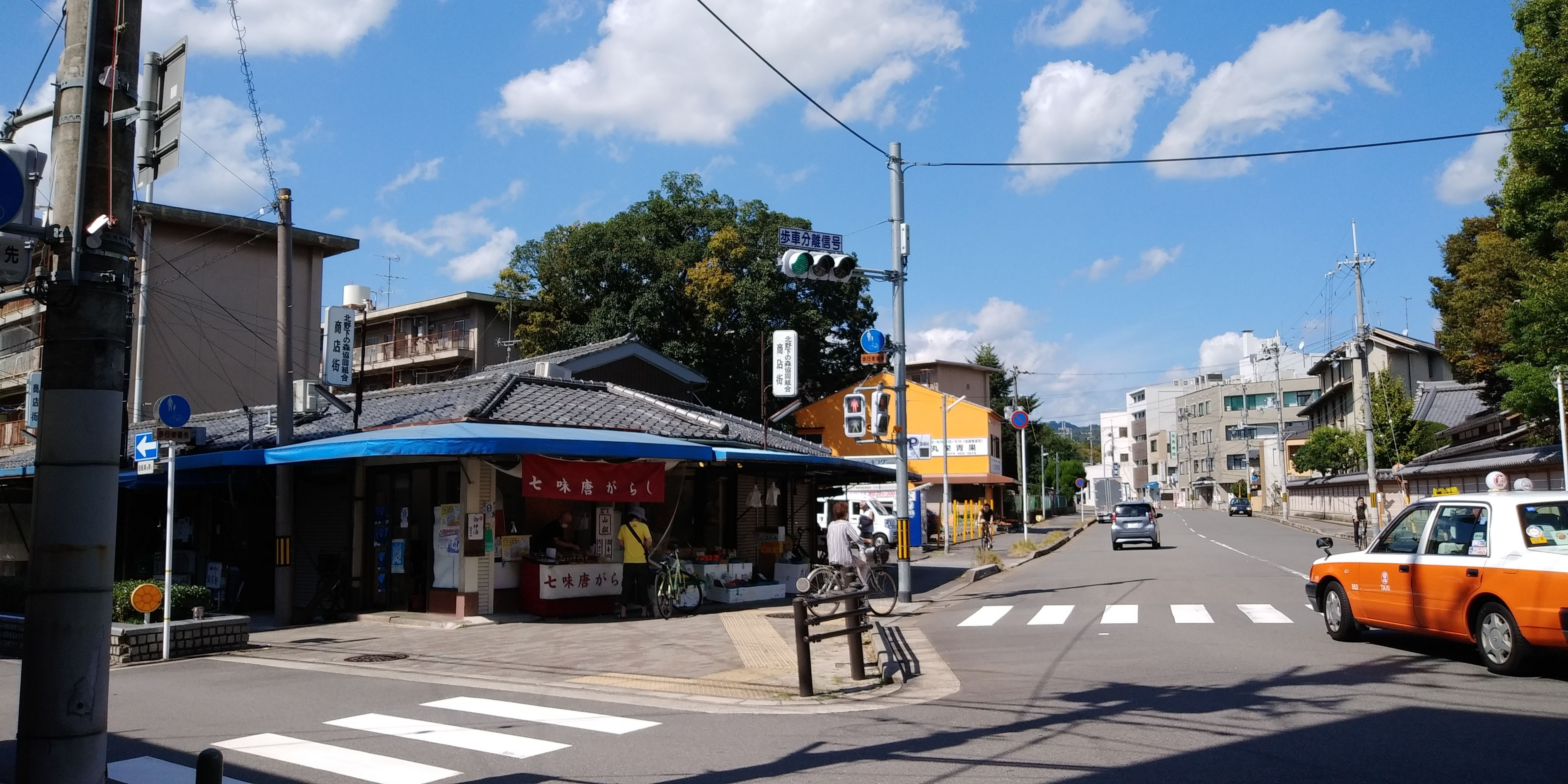
下の森　かつては北野天満宮の境内で一の鳥居があった

下の森（しものもり）は、京都市上京区の地名、元花街。

## 歴史
地名は正式ではなくその地域をさす通称である。語源はかつて、北野天満宮の一部であった森が存在し、北側に茶屋街として始まった「上七軒」に対して付けられたと思われる。花街が誕生した年代は不明であるが文献によると上七軒同様、茶屋街から出発し既に存在していたと記録される。江戸中期に最盛期を迎え幾度の取締りを経て、上七軒の傘下に置かれた。明治期には上七軒、五番町の一部となり繁栄を続けてきたが一条通、中立売通に京都電気鉄道（後の京都市電堀川線。俗称で「北野線」とも呼ばれる）の開通と貸座敷取締規定の改正により、1926年（昭和元年）頃に消滅したと思われる。現在、下の森は商店街として賑わいかつての花街の面影は残っていないが裏の路地に入ると、わずかな花街時代の建築物が残っている。